# Cornate d'Adda
Cornate d'Adda est une commune italienne de la province de Monza et Brianza, dans la région Lombardie.

## Administration
| Période                                  | Période | Identité | Étiquette | Qualité |
| ---------------------------------------- | ------- | -------- | --------- | ------- |
|                                          |         |          |           |         |
| Les données manquantes sont à compléter. |         |          |           |         |

### Hameaux
Porto d'Adda, Colnago.

### Communes limitrophes
Paderno d'Adda, Medolago, Verderio Superiore, Verderio Inferiore, Suisio, Sulbiate, Bottanuco, Mezzago, Trezzo sull'Adda, Busnago.